# Rosinha Garotinho
Rosângela Barros Assed Matheus de Olivo (Itaperuna, 6 de abril de 1963) es una política y presentadora brasileña de radio y televisión.

## Trayectoria
Fue la primera mujer en ser electa gobernadora del estado de Río de Janeiro. Electa en 2002, sucedió a Benedita de Silva, que estaba ejerciendo el cargo debido a la renuncia del entonces gobernador Anthony Garotinho, marido de Rosinha, que se alejó del cargo para concursar a la Presidencia de la República. Durante la campaña usó el nombre Rosinha Garotinho, para tener su imagen asociada a la del marido, que en la época poseía más del 80% de aprobación popular. Garotinho es el apellido que su marido usa y que consecuentemente ella utilizó, no siendo un sobrenombre.
Hija del ferroviario Gandur Assed y de la profesora primaria Wilmar Barros Assed, nació en Itaperuna, tradicional reducto de descendientes de árabes. Habitante de Campos desde la juventud, Rosinha siempre fue enamorada por piezas teatrales. Actuó en el teatro amador desde los cuatro años y así hasta los 26. A los dieciséis años, durante el ensayo de una pieza, ella conoció a Garotinho, con quien se casó en 1981.
Se formó profesora por el Colegio Batista Fluminense y trabajó como radialista en Campos, en las radios Difusora, Continental, Cultura y Litoral.
Durante el gobierno de su marido fue secretaria de Acción Social y Ciudadanía.
Ella y Garotinho tuvieron cuatro hijos: Clarissa, Wladimir, Anthony y Clara. La pareja aún adoptó otros cinco hijos: Aparecida, Altamir, Amanda, Wanderson y David.
La hija de la pareja, Clarissa Garotinho, fue elegida diputada provincial en 2010, y fue concejala de 2009 a 2010 por la ciudad de Río de Janeiro.
Rosinha asume públicamente su religión (presbiteriana), y tiene en los evangélicos una parte importante de su base electoral.

## Gobernadora del Estado de Río de Janeiro
Como gobernadora, Rosinha homologó una ley que instituía la enseñanza religiosa en las escuelas públicas, ley iniciativa del diputado provincial Carlos Días.
Inauguró la estación Cantagalo de la Línea 1 del Metro de Río de Janeiro. Recuperó las gradas del estadio de Maracaná.
Recuperó el sector lácteo del estado, interviniendo en la Parmalat para salvar empleos. En el área social creó el programa PAIF (Programa de Atención Integral a la Familia).
En el interior del estado, ayudó a crear un Polo de la Cederj y un Polo Textil en el municipio de Río de las Flores. Trajo el puerto del açu para Son João de la Barra. Realizó mejoras en el saneamiento y en las carreteras en el interior.*

## Polémicas
Durante su gobierno, se estableció un debate público sobre la relación polémica entre religión y estado, especialmente en el que se refiere a orientaciones educativas.
Uno de sus primeros actos fue renovar los contratos de prestación de servicios con la FÍA.